# 斯大林集团—为了苏联

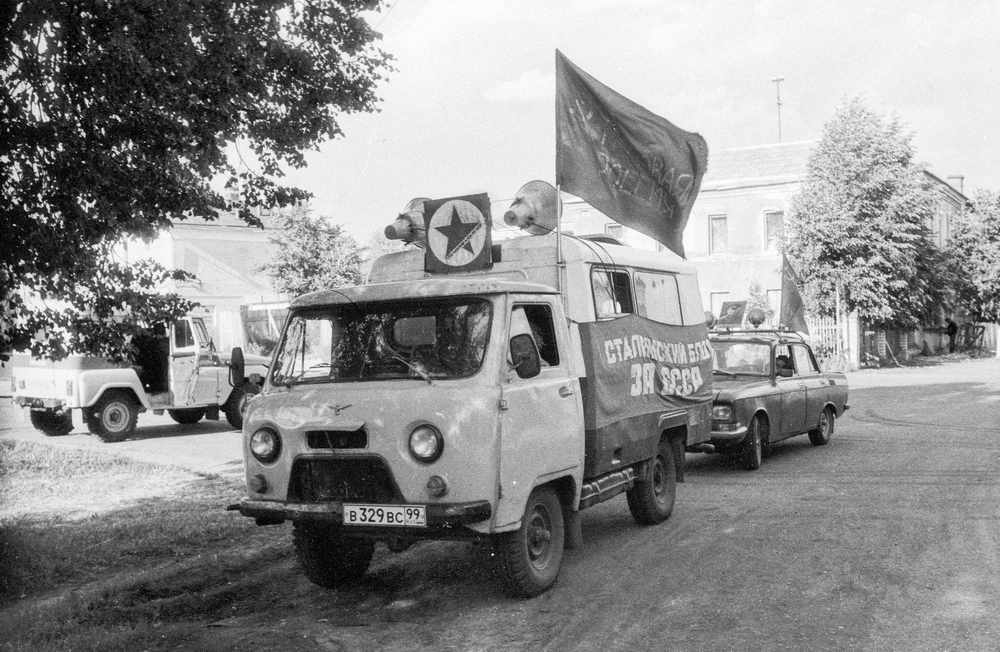
1999年，“斯大林集团—为了苏联”开展“从布列斯特到千岛群岛”的宣传活动。

斯大林集团—为了苏联（羅馬化：Stalinskiy blok – Za SSSR）是俄罗斯历史上的一个选举联盟。该联盟成立于1997年10月2日，注册于1999年11月3日。在1999年1月以前，该联盟的名称是为了苏联劳动人民、军队和青年阵线。在1999年12月19日的俄罗斯立法选举中，该联盟获得404274张选票（得票率0.62%），未取得任何国家杜马席位；选举结束后，该联盟解散。
该联盟由许多小型斯大林主义党派组成，包括：
- 劳动俄罗斯，由维克托·安皮洛夫（英语：Viktor Anpilov）领导
- 苏维埃军官联盟（俄语：Союз советских офицеров），由斯坦尼斯拉夫·捷列霍夫领导
- 联盟（英语：Soyuz (faction)），由G·I·季霍诺夫领导
- 青年人民爱国联盟，由I·O·马利亚罗夫领导
- 莫斯科工人联盟
- 苏共布尔什维克纲领
- 全联盟共产党布尔什维克
- 俄罗斯矿工伤残者协会
- 苏维埃妇女大会
- 全联盟斯大林遗产研究协会
- 红色青年先锋队

除上述组织外，该联盟还包括约瑟夫·斯大林的孙子、退役空军上校叶夫根尼·朱加什维利。